# Вивьес, Гийом Раймон Аман
Гийом Раймон Аман Вивьес (фр. Guillaume Raymond Amant Viviès; 1763—1813) — французский военный деятель, бригадный генерал (1805 год), барон (1808 год), участник революционных и наполеоновских войн.

## Биография
Будущий генерал родился в семье торговца тканями Тома Вивьеса (фр. Thomas Viviès; 1724—1799) и его супруги Жанны Эколье (фр. Jeanne Escolier). 13 апреля 1793 года начал военную службу в качестве казначея-квартирмейстера 8-го батальона волонтёров Ода. С 1793 по 1795 год служил в Армии Восточных Пиренеев. 17 сентября 1793 года отличился в сражении при Пейресторте, где возглавил штыковую атаку, которая позволила захватить испанский лагерь и разгромить вражеские войска. 1 октября стал помощником полковника штаба Гарена. 4 октября участвовал во взятии лагеря Редон около Фонсирга, в 5 километрах от Сент-Коломб-сюр-л'Эр. 19 декабря по приказу генерала Дагобера в 5 часов утра в составе крупных сил французов переправился через Тек и принял участие в яростной штыковой атаке на высоты при Вильлонге-дель-Мон (недалеко от Пертюса), в результате которой было взято 16 пушек, 2 гаубицы и мортира. 31 марта 1794 года сражался при Монтейле, в мае участвовал в захвате Кольюра, который закончил войну против испанцев.
26 июня 1794 года был определён в качестве казначея-квартирмейстера в 1-ю временную полубригаду Ода. 23 июля 1794 года произведён в капитаны штаба, и отвечал за детали службы своего батальона и обучение унтер-офицеров и капралов. В 1795 году уже в звании капитана штаба был переведён в Итальянскую армию. 19 июня 1795 года его полубригада вошла в состав 1-й полубригады линейной пехоты. 27 марта 1796 года в Ницце впервые увидел и услышал Бонапарта, нового главкома Итальянской армии. 11 января 1797 года назначен адъютантом генерала Пуана. Последний командовал левым флангом в бою 14 января при Ангьяри, где опрокинул войска генерала Провера и завершил 2-й акт битвы при Риволи, что отдало Северную Италию в руки генерала Бонапарта и прозвучало похоронным звоном по 1-й коалиции. 12 января 1798 года определён в состав Английской армии в Булони. В конце 1798 года переведён в состав Римской армии. 10 ноября 1798 года умело эвакуировал гарнизон Мондови, пройдя по вражеским постам и не потеряв ни одного человека. 24 декабря 1798 года генерал Пуан был убит на мосту Пополи, после чего Вивьес присоединился к 2-й пехотной дивизии генерала Лемуана. 29 января 1799 года получил звание командира батальона, и 6 февраля стал адъютантом генерала Шампионне в Неаполитанской армии. 11 ноября 1799 года произведён в полковники, и продолжил выполнять функции адъютанта Шампионне. 5 января 1800 года переведён в штаб Итальянской армии. 9 января 1800 года Шампионне умер в Антибе от тифа.

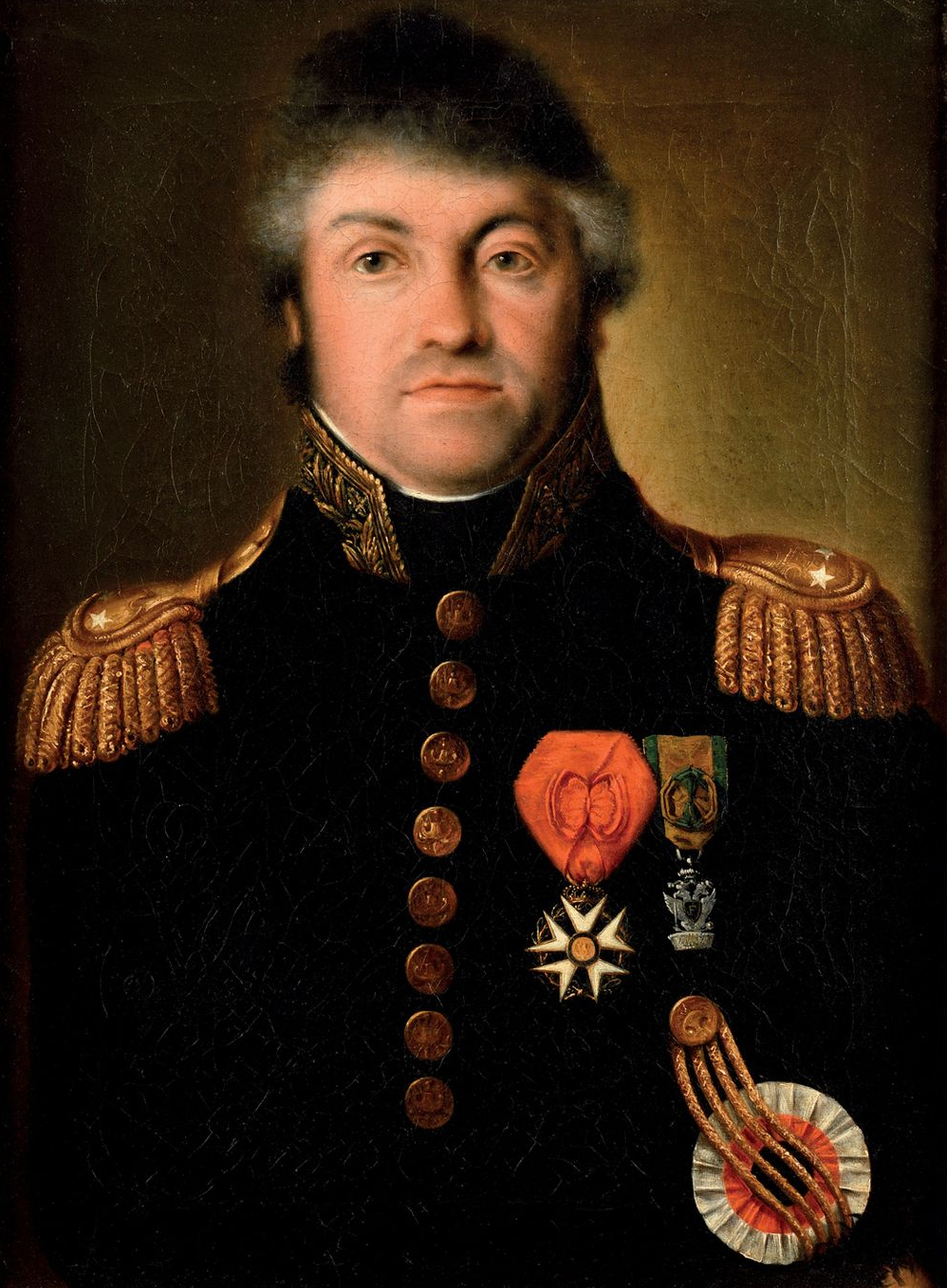
Картина Игнаца Алоиза Фрая, «Генерал Вивьес, барон де Ля Прад, в малом мундире бригадного генерала с орденами», 1808 год

26 октября 1800 года был назначен командиром 43-й полубригады линейной пехоты, 25 декабря отличился в сражении при Поццоло. 1 января 1801 года отличился при переправе через Адидже, после чего вошёл в Верону, преследуя австрийцев с остальной армией под командованием генерала Брюна. Затем он со своей полубригадой занял Падую. В 1801 году вернулся во Францию и расположился с полубригадой в Кане. Этот город не пользовался хорошей репутацией среди военных. У солдат были проблемы с городской молодёжью из среднего класса, которая проявляла к ним враждебность. Офицеры полубригады становятся объектом неоднократных провокаций, перерастающих в кровавые столкновения. В первые дни ноября напряжение достигает пика. Вивьесу пришлось столкнуться с неприятностями, закончившимися всеобщей дракой между жителями и гарнизоном. Он обратился к генералу, командующему округом, которой направил два батальона, дислоцированные в Кане, в Алансон. 3-й батальон тем временем находился в Байё. Отход двух батальонов произошёл 8 ноября среди возбужденной толпы, обрушившей град камней на оставленную роту, один из гренадеров был убит. Несмотря на чрезвычайно положение, Вивьесу удалось сохранять спокойствие своих людей, которые не используют оружие и уходят из пригорода за полтора часа. Дело вызвало ажиотаж и дошло до Парижа. Первый консул приказал провести расследование, которое сняло с военных всю ответственность. Затем Бонапарт решил вернуть полк в Кан, где он должен был оставаться в течение двух лет. Затишье наступит окончательно после ареста в начале 1803 года роялистских агентов, которые подкупали солдат и унтер-офицеров, чтобы сеять беспорядки. Вивьес арестовал их, как гражданских лиц, так и солдат, и отдал под военный трибунал.
29 августа 1803 года 43-я полубригада вошла в состав 2-й пехотной дивизии Вандама в военном лагере Сент-Омера, недалеко от Амблетеза. 24 сентября 1803 года Наполеон вернул звание полковника и название полк. 30 сентября 1803 года 43-й полк поменялся местами с 28-м линейным, и стал частью 1-й пехотной дивизии Сент-Илера. 16 августа 1804 года принимал участие в церемонии и получил из рук Императора крест офицера Почётного легиона. Готовясь к экспедиции на Туманный альбион, провёл серию упражнений по абордажу, посадке и высадке. Принимал участие в составе Великой Армии в Австрийской кампании 1805 года. Его полк был частью 2-й бригады Варе вместе с 55-м линейным полковника Ледрю дез Эссара. 24 сентября достигли Рейна. 30-го в Страсбурге заслушали, несмотря на усталость от марш-броска последних недель, обращение Наполеона. Отличился в сражении 9 октября при Айхе. 2 декабря при Аустерлице, в критический момент штурма плато Пратцен, проявил исключительную отвагу. Его полк был упомянут в 31-м бюллетене как один из наиболее отличившихся в этот день.
24 декабря 1805 года, за успешные действия в ходе кампании, был награждён чином бригадного генерала. 13 марта 1806 года назначен на пост командира 2-й бригады (4-й и 28-й линейные полки) 2-й пехотной дивизии генерала Вандама, затем Леваля. Принимал участие в Прусской и Польской кампаниях 1806-07 годов, отличился в сражениях 14 октября 1806 года при Йене и 7-8 февраля 1807 года Эйлау, где во главе 2-го линейного полка захватил кладбище Цигельхоф. С 1 апреля возглавил 1-ю бригаду данной дивизии. 10 июня был ранен в сражении при Гейльсберге, где полк Вивьеса одним из первых вступил и позволяли кавалерии Мюрата развернуться. Подразделение Вивьеса понесло тяжёлые потери.
Раймон воспользовался восстановлением после ранения, чтобы навестить родной Сент-Коломб. На родине нашёл себе жену, дочь месье Брусса, имперского нотариуса в Лиму. Он также встретился с матерью и сестрой Маргаритой, которых не видел почти 15 лет. Также помог двоим племянникам Полю и Анри поступить в Особую военную школу Сен-Сир.
26 ноября 1808 года назначен командиром 2-й бригады (16-й и 60-й линейные полки) в дивизии Молитора, которая должна была отправиться воевать в Испанию. Однако рост напряжения в отношениях с Австрией, привёл Вивьеса в Вену. Участвовал в Австрийской кампании 1809 года, отличился 18 мая при захвате острова Лобау, сражался при Асперне и Ваграме.
22 декабря 1810 года стал командующим департамента Буш-де-ла-Мёз в Роттердаме. С 25 октября 1811 года работал в лагерях 17-го и 31-го военных округов в Мюнстере. 25 декабря 1811 года был назначен командиром 1-й бригады 8-й пехотной дивизии генерала Вердье 2-го обсервационного корпуса Эльбы, ставшего затем 2-м армейским корпусом Великой Армии. В ходе Русской кампании назначен 20 июля 1812 года комендантом города Глубокое, в котором были созданы этапный пункт и крупные пищевые склады. В декабре Глубокое было эвакуировано французами, и Вивьес оказался в Вильно, где возглавил 1-ю бригаду 34-й пехотной дивизии генерала Луазона, с которой дошёл до Ошмян. 10 декабря был захвачен в плен казаками при отступлении в двух лье от Вильно и умер от лихорадки в городе 12 января 1813 года в возрасте 49 лет. Его останки никогда не были репатриированы во Францию. На надгробной плите между 4 большими кипарисами кладбища в Сен-Коломб-сюр-л'Эр можно прочитать: «Он умер вдали от своей семьи».

## Воинские звания
- Казначей-квартирмейстер (13 апреля 1793 года);
- Капитан штаба (23 июля 1794 года);
- Командир батальона (29 января 1799 года);
- Полковник (11 ноября 1799 года);
- Бригадный генерал (24 декабря 1805 года).

## Титулы

Герб барона

- Барон Ля Прад и Империи (фр. baron de La Prade et de l'Empire; декрет от 19 марта 1808 года, патент подтверждён 11 августа 1808 года в Нанте)[2][3].

## Награды
Легионер ордена Почётного легиона (11 декабря 1803 года)
 Офицер ордена Почётного легиона (14 июня 1804 года)
 Кавалер ордена Железной короны (23 декабря 1807 года)